# Joan I del Congo
João I del Congo fou el nom que va rebre després del seu bateig Nzinga a Nkuwu o Nkuwu Nzinga, el quart o cinquè manikongo del Regne del Congo entre 1470 i 1509. Va ser batejat com a João en 1491 pels missioners portuguesos. Era fill de l'anterior manikongo, Nkuwu a Ntinu. El seu fill va ser el manikongo Afonso I.

## Biografia
En 1483 una caravel·la portuguesa, capitanejada per Diogo Cão, va arribar a la desembocadura del riu Congo i va entaular contacte amb membres del Regne del Congo. Cão va tornar a Portugal portant diferents emissaris del regne africà.
A Lisboa, aquests emissaris van ser batejats i convertits al catolicisme abans de tornar al seu regne en 1491; juntament amb ells també van viatjar missioners, artesans fusters i soldats, portant mercaderies i regals per complimentar la cort congolesa.
Segons el relat del seu fill Afonso, el seu pare va abjurar del cristianisme cap al final del seu regnat, després d'haver hagut d'enfrontar la rebel·lió del seu cosí, Nzinga a Mpangu, qui havia revoltat a un cert nombre de notables, descontents amb certes disposicions de la moral cristiana imposada pels missioners portuguesos, especialment la monogàmia.Va morir en 1509. Una de les seves esposes, la mare d'Afonso, va mantenir inicialment en secret la notícia de la mort del rei João I per afavorir la pujada al tron del seu fill davant de Nzinga a Mpangu, que també aspirava al càrrec.